# Overdrev
Overdrev (egl. oredrev, ore ("uopdyrket"), drif ("drift")) er en naturtype (se også biotop) der opstår ved vedvarende græsning af et areal. Beslægtede begreber er fælled og tøreng.

## Overdrev og agerbrugets indførelse i Danmark
Allerede i bronzealderen blev de ringeste, mest stenede jorder udvalgt til græsningsland. De lå ofte i ydermarken, dvs. yderst mod den udyrkede skov. Den tids landsbysamfund var koncentriske: inderst lå gårde og huse med indermarkerne (tunet) tæt omkring. Uden om dem havde man den dyrkede jord med kornafgrøderne, og yderst var der overdrev. Grænsen mellem bymarken og overdrevet var for en almindelig landsby cirka 900 meter fra bebyggelsen.
Det kolossale arbejde med at fjerne sten fra jorden og gøre den dyrkbar ofrede man kun på de nærmeste jorder, bymarken. Derimod lå eng og overdrev hen, som de havde ligget siden istiden. På overdrevet gik kreaturerne under hyrdernes opsyn år efter år, generation efter generation. Det fik den virkning, at dyrenes måde at æde på sorterede i vegetationen, og med tiden kom overdrevet til at bestå af stikkende, giftige og ildesmagende arter.
Det blev bestemmende på den ene side, mens jordbundstypen blev afgørende på den anden. Der opstod magre og rige overdrev med hver deres typiske bevoksning og dyreliv. Alt i alt blev overdrevet præget af disse faktorer:
- græsning
- græsningstryk
- kreatursammensætning
- jordbundstype
- klimaforhold
- varighed

Så længe man opretholdt græsningen, blev overdrevene også ved med at være overdrev. De betegner i virkeligheden et stivnet overgangssamfund midt mellem dyrket jord og løvskov. På én måde er der tale om ren natur, for overdrevene er ægte successionstrin i det, som er den karakteristiske, danske vegetationsrækkefølge. Men på en anden måde er overdrev en kulturskabt naturtype, som kun kan eksistere i få år uden det græsningstryk, som skabte den.

## Overdrev i dag
I dag er der kun få overdrev tilbage, for kvægavl baseret på ekstensiv græsning er ikke rentabel – i hvert fald ikke med de tilskudsordninger, der bestemmer landbrugets prioriteringer. De tilbageværende stumper bliver i de fleste tilfælde vedligeholdt for amternes og statens regning ved, at man lader dem afgræsse med økonomisk tilskud.
Lavtvoksende græsdomineret vegetation med klatter af krat oftest forekommende på tør bund, som fx skrænter og bakker uden anden kulturpåvirkning end græsning, kalder man i dag for overdrev.

## § 3-naturtype
Moser er i Danmark som udgangspunkt beskyttet af Naturbeskyttelseslovens §3, en såkaldt § 3-naturtype. I 2016 var der 34.054 hektar § 3-beskyttet mose i Danmark, hvoraf 5% ligger i et Natura 2000-område.

## Liste over typisk vegetation på et dansk overdrev

### Træarter
- Ask (Fraxinus excelsior)
- Fuglekirsebær (Prunus avium)
- Skovfyr (Pinus silvestris)
- Spidsløn (Acer platanoides)
- Stilkeg (Quercus robur)
- Vildæble (Malus silvestris)
- Vintereg (Quercus petraea)

### Buske
- Almindelig benved (Euonymus europaeus)
- Almindelig brombær (Rubus plicatus)
- Ene (Juniperus communis)
- Almindelig hvidtjørn (Crataegus laevigata)
- Almindelig hyld (Sambucus nigra)
- Kvalkved (Viburnum opulus)
- Hunderose (Rosa canina)
- Slåen (Prunus spinosa)
- Vrietorn (Rhamnus cathartica) – Korsved

### Græsser (og græslignende)
- Draphavre (Arrhenatherum elatius)
- Enghavre (Helictotricon pratense)
- Hjertegræs (Briza media)
- Almindelig hvene (Agrostis tenuis)
- Almindelig kamgræs (Cynosurus cristatus)
- Dunet enghavre (Helictotricon pubescens)
- Engrapgræs (Poa pratensis)
- Fåresvingel (Festuca ovina)
- Katteskæg (Nardus stricta)
- Knoldrottehale (Phleum bertolonii)
- Markfrytle (Luzula campestris)
- Pigget star (Carex pairaei)
- Pillestar (Carex piluliferra)
- Rød svingel (Festuca rubra)
- Tandbælg (Sieglingia decumbens)
- Vellugtende gulaks (Anthoxanthum odoratum)
- Vårstar (Carex caryophyllea)

### Stauder
- Agersnerle (Convolvulus arvensis)
- Aksærenpris (Veronica spicata)
- Almindelig agermåne (Agrimonia eupatoria)
- Bakketidsel (Carlina vulgaris)
- Blåhat (Knautia arvensis)
- Almindelig gyldenris (Solidago virgaurea)
- Almindelig hønsetarm (Cerastium fontanum)
- Kattefod (Antennaria dioica)
- Almindelig knopurt (Centaurea jacea)
- Almindelig kohvede (Melanpyrum pratense)
- Almindelig kongepen (Hypochoeris radicata)
- Almindelig kællingetand (Lotus corniculatus)
- Almindelig løvefod (Alchemilla vulgaris)
- Almindelig markarve (Arenaria serpyllifolia)
- Merian (Origanum vulgare)
- Almindelig mælkeurt (Polygala vulgaris)
- Almindelig pimpinelle (Pimpinella saxifraga)
- Almindelig sankthansurt (Sedum telephium)
- Soløje (Helianthemum nummularium)
- Tjærenellike (Silene viscaria)
- Voldtimian (Acinos arvensis)
- Bakkeforglemmigej (Myosotis ramosissima)
- Bakkegøgelilje (Platanthera bifolia)
- Bakkegøgeurt (Orchis ustulata)
- Bakkejordbær (Fragaria viridis)
- Bakkenellike (Dianthus deltoides)
- Bidende ranunkel (Ranunculus acris)
- Bidende stenurt (Sedum acre)
- Blodrød storkenæb (Geranium sanguineum)
- Blodstillende bibernelle (Sanguisorba minor)
- Bredbladet timian (Thymus pulegioides)
- Dansk astragel (Astragalus danicus)
- Djævelsbid (Succisa pratensis)
- Dunet vejbred (Plantago media)
- Engbrandbæger (Senecia jacobaea)
- Farvevisse (Genista tinctoria)
- Forskelligfarvet forglemmigej (Myosotis discolor)
- Græsbladet fladstjerne (Stellaria graminea)
- Gul evighedsblomst (Helichrysum arenarium)
- Guldblomme (Arnica montana)
- Gul rundbælg (Anthyllis vulneraria)
- Gul snerre (Galium verum) – Frejas Sengehalm
- Humlesneglebælg (Medicago lupulina)
- Hundeviol (Viola canina)
- Hulkravet kodriver (Primula veris)
- Hvid okseøje (Leucanthemum vulgare)
- Hvid sækspore (Pseudorchis albida)
- Høstborst (Leontodon autumnalis)
- Håret høgeurt (Hieracium pilosella)
- Håret viol (Viola hirta)
- Kantet perikon (Hypericum maculatum)
- Knoldranunkel (Ranunculus bulbosus)
- Knoldet mjødurt (Filipendula vulgaris)
- Kornet stenbræk (Saxifraga granulata)
- Kratfladbælg (Lathyrus linifolius)
- Krybende potentil (Potentilla reptans)
- Lancetvejbred (Plantago lanceolata)
- Lav skorzoner (Scorzonera humilis)
- Lav tidsel (Cirsium acaule)
- Liden klokke (Campanula rotundifolia)
- Lyngsnerre (Galium saxatila)
- Lægeærenpris (Veronica officinalis)
- Nikkende kobjælde (Anemone pratensis)
- Nikkende limurt (Silena nutans)
- Opret kobjælde (Anemone pulsatilla)
- Plettet kongepen (Hypochoeris maculata)
- Prikbladet perikon (Hypericum perforatum)
- Skovgøgelilje (Platanthera chlorantha)
- Slangeurt (Polygonum bistorta)
- Smalbladet høgeurt (Hieracium umbellatum)
- Smalbladet klokke (Campanula persicifolia)
- Smalbladet timian (Thymus serpyllum)
- Smuk perikon (Hypericum pulchrum)
- Spids øjentrøst (Euphrasia stricta)
- Stivhåret borst (Leontodon hispidus)
- Stivhåret kalkkarse (Arabis hirsuta)
- Stor knopurt (Centaturea scabiosa)
- Stribet kløver (Trifolium striatum)
- Sølvpotentil (Potentilla argentea)
- Tormentil (Potentilla erecta)
- Tveskægget ærenpris (Veronica chamaedrys)
- Vild gulerod (Daucus carota)
- Vild hør (Linum catharticum)
- Vårgæslingeblomst (Erophila verna)
- Vårvikke (Vicia lathyroides)

### Mosser
- Jomfruhår-arter (Polytrichum spp.)
- Krybstjerne-arter (Plagiomnium spp.)

### Svampe
- Blåhat (Entoloma spp.)
- Køllesvamp-arter (Clavulinopsis spp.)
- Vokshat-arter (Hygrocybe spp.)

## Sommerfugle på overdrevet
- Gråbåndet bredpande
- Skærbredpande
- Stregbredpande
- Skråstregbredpande
- Kommabredpande
- Sortåret hvidvinge
- Markperlemorsommerfugl
- Skovperlemorsommerfugl
- Klitperlemorsommerfugl
- Okkergul pletvinge
- Hedepletvinge
- Buskrandøje
- Okkergul randøje
- Vejrandøje
- Guldhale
- Grøn busksommerfugl
- Lille ildfugl
- Sort ildfugl
- Violet ildfugl
- Violetrandet ildfugl
- Dværgblåfugl
- Kløverblåfugl
- Sortplettet blåfugl
- Almindelig blåfugl
- Rødplettet blåfugl

## Fugle på overdrevet
- Sanglærke
- Tornirisk
- Grønirisk
- Bogfinke
- Tornsanger
- Gærdesanger
- Gulbug
- Rødhals
- Gærdesmutte
- Dompap
- Engpiber
- Gulspurv
- Bynkefugl
- Musvåge
- Tårnfalk
- Rødrygget tornskade
- Agerhøne

## Dyr på overdrevet
- Pattedyr
  - Hare
  - Ræv
  - Grævling
  - Lækat
  - Brud
  - Mus
  - Rådyr
- Krybdyr
  - Markfirben
  - Skovfirben
  - Stålorm
  - Snog